# Cissuvora
Cissuvora é um gênero de traça pertencente à família Brachodidae.